# Truus de Mier
Truus de Mier, doorgaans Juffrouw Mier genoemd, is een personage uit de Nederlandse poppenserie De Fabeltjeskrant. Ze is een nerveus, haastig en gejaagd typetje, bekend om haar kenmerkende frequente interjectie 'tuut-tuut-tuut-tuut!'
Truus is een ijverige huisvrouw, haar leven draait volledig om poetsen en boenen. Als haar huisje niet brandschoon is, dan voelt zij zich niet op haar gemak.
Desondanks stopte ze in 1988 met haar werk als hardwerkende huisvrouw en nam een baan aan in de nieuwe eetgelegenheid van Chico Lama.
Haar teksten werden ingesproken door stemactrice Elsje Scherjon.